# Terence Davis
Terence B. Davis II, né le 16 mai 1997 à Southaven dans le Mississippi, est un joueur américain de basket-ball évoluant au poste d'arrière voire d'ailier. Il mesure 1,91 m.

## Biographie
Après ne pas avoir été drafté en 2019, il signe, le 8 juillet 2019, un contrat de deux saisons (dont une garantie) avec les Raptors de Toronto.
Le 25 mars 2021, Terence Davis est envoyé chez les Kings de Sacramento contre un futur second tour de draft.

## Palmarès

### Distinctions personnelles
- NBA All-Rookie Second Team en 2020.

## Statistiques

### Universitaires
| Saison    | Équipe   | Matchs | Titul. | Min./m | % Tir | % 3pts | % LF | Rbds/m. | Pass/m. | Int/m. | Ctr/m. | Pts/m. |
| --------- | -------- | ------ | ------ | ------ | ----- | ------ | ---- | ------- | ------- | ------ | ------ | ------ |
| 2015-2016 | Ole Miss | 20     | 0      | 6,6    | 43,3  | 27,3   | 36,8 | 0,90    | 0,30    | 0,40   | 0,10   | 1,80   |
| 2016-2017 | Ole Miss | 36     | 26     | 25,3   | 48,2  | 33,3   | 72,3 | 5,30    | 1,80    | 1,40   | 0,50   | 14,90  |
| 2017-2018 | Ole Miss | 32     | 24     | 27,3   | 40,7  | 31,7   | 72,0 | 6,20    | 2,10    | 0,90   | 0,90   | 13,80  |
| 2018-2019 | Ole Miss | 33     | 32     | 31,0   | 44,4  | 37,1   | 77,2 | 5,80    | 3,50    | 1,60   | 0,60   | 15,20  |
| Carrière  | Carrière | 121    | 82     | 24,3   | 44,5  | 33,9   | 71,7 | 4,90    | 2,10    | 1,20   | 0,60   | 12,50  |

### Professionnelles

#### Saison régulière
| Saison    | Équipe     | Matchs | Titul. | Min./m | % Tir | % 3pts | % LF | Rbds/m. | Pass/m. | Int/m. | Ctr/m. | Pts/m. |
| --------- | ---------- | ------ | ------ | ------ | ----- | ------ | ---- | ------- | ------- | ------ | ------ | ------ |
| 2019-2020 | Toronto    | 72     | 4      | 16,8   | 45,6  | 38,8   | 86,4 | 3,30    | 1,60    | 0,50   | 0,20   | 7,50   |
| 2020-2021 | Toronto    | 34     | 4      | 14,5   | 41,4  | 36,1   | 88,9 | 1,90    | 1,10    | 0,50   | 0,20   | 6,90   |
| 2020-2021 | Sacramento | 27     | 0      | 21,5   | 43,9  | 37,2   | 78,4 | 3,30    | 1,70    | 1,00   | 0,30   | 11,10  |
| 2021-2022 | Sacramento | 30     | 11     | 17,9   | 42,3  | 32,9   | 81,8 | 3,10    | 1,30    | 0,80   | 0,40   | 10,40  |
| Carrière  | Carrière   | 163    | 19     | 17,3   | 43,7  | 36,6   | 83,5 | 3,00    | 1,50    | 0,70   | 0,20   | 8,50   |

#### Playoffs
| Saison   | Équipe   | Matchs | Titul. | Min./m | % Tir | % 3pts | % LF  | Rbds/m. | Pass/m. | Int/m. | Ctr/m. | Pts/m. |
| -------- | -------- | ------ | ------ | ------ | ----- | ------ | ----- | ------- | ------- | ------ | ------ | ------ |
| 2020     | Toronto  | 6      | 0      | 14,0   | 48,3  | 42,1   | 100,0 | 2,20    | 1,20    | 0,20   | 0,00   | 7,20   |
| Carrière | Carrière | 6      | 0      | 14,0   | 48,3  | 42,1   | 100,0 | 2,20    | 1,20    | 0,20   | 0,00   | 7,20   |

## Records sur une rencontre en NBA
Les records personnels de Terence Davis en NBA sont les suivants, :
| Type de statistique        | Saison régulière | Saison régulière       | Saison régulière | Playoffs | Playoffs           | Playoffs     |
| Type de statistique        | Record           | Adversaire             | Date             | Record   | Adversaire         | Date         |
| -------------------------- | ---------------- | ---------------------- | ---------------- | -------- | ------------------ | ------------ |
| Points                     | 35               | Pistons de Détroit     | 19 janvier 2022  | 14       | @ Nets de Brooklyn | 23 août 2020 |
| Paniers marqués            | 12               | Bulls de Chicago       | 2 février 2020   | 5        | @ Nets de Brooklyn | 23 août 2020 |
| Paniers tentés             | 23               | Pistons de Détroit     | 19 janvier 2022  | 10       | @ Nets de Brooklyn | 23 août 2020 |
| Paniers à 3 points réussis | 7                | 3 fois                 | 3 fois           | 4        | @ Nets de Brooklyn | 23 août 2020 |
| Paniers à 3 points tentés  | 13               | Pistons de Détroit     | 19 janvier 2022  | 8        | @ Nets de Brooklyn | 23 août 2020 |
| Lancers francs réussis     | 6                | 3 fois                 | 3 fois           | 3        | Nets de Brooklyn   | 17 août 2020 |
| Lancers francs tentés      | 7                | 2 fois                 | 2 fois           | 3        | Nets de Brooklyn   | 17 août 2020 |
| Rebonds offensifs          | 5                | Nets de Brooklyn       | 8 février 2020   | 1        | 2 fois             | 2 fois       |
| Rebonds défensifs          | 10               | @ Hornets de Charlotte | 8 janvier 2020   | 4        | Nets de Brooklyn   | 17 août 2020 |
| Rebonds totaux             | 11               | @ Hornets de Charlotte | 8 janvier 2020   | 4        | 2 fois             | 2 fois       |
| Passes décisives           | 7                | 3 fois                 | 3 fois           | 3        | @ Nets de Brooklyn | 21 août 2020 |
| Interceptions              | 4                | Rockets de Houston     | 16 janvier 2022  | 1        | @ Nets de Brooklyn | 21 août 2020 |
| Contres                    | 2                | 6 fois                 | 6 fois           | -        | -                  | -            |
| Balles perdues             | 5                | Heat de Miami          | 22 janvier 2021  | 3        | @ Nets de Brooklyn | 21 août 2020 |
| Minutes jouées             | 38               | Pistons de Détroit     | 19 janvier 2022  | 24       | @ Nets de Brooklyn | 23 août 2020 |

- Double-double : 1
- Triple-double : 0

Dernière mise à jour : 17 juillet 2022